# Arc the Lad III
Arc the Lad III és un videojoc de rol tàctic desenvolupat per G-Craft per a PlayStation i el tercer joc en la saga Arc the Lad. Va ser llançat en 1999 en el Japó, i a Nord-amèrica el 18 d'abril del 2002, com a part de l'Arc the Lad Collection. La versió japonesa va ser publicada per SCEI, mentre que la nord-americana fou llançada i publicada per Working Designs.

## Jugabilitat
Arc III és el punt en què la sèrie s'aproxima més a l'estil visual tradicional d'un RPG de 32 bits. La sèrie va entrar al món 3D amb el seu tercer lliurament i va estendre els personatges una mica a l'eix vertical.
El joc s'allunya de les seves arrels tàctiques, tractant de ser alguna cosa més com un Final Fantasy o Dragon Quest. L'abast de les batalles es redueix una mica, gràcies a camps de batalla més reduïts i una mida reduïda de les parts (4 en comptes de 5), i el desenvolupament del personatge es redueix a una escala familiar. La participació de personatges passats de la sèrie és una mica més escassa en aquest joc, però hi ha un munt de cameos d'aventures anteriors.
Es pot descriure el joc sencer com una sèrie de tasques, numerant-les en ordre de fins a més de 100. El sistema de desenvolupament de l'experiència ha desaparegut, però s'ha substituït per un mètode per crear els propis objectes i armes. Un personatge té la capacitat de capturar monstres, emmagatzemar cinc a la vegada, i treure'ls a terme per ajudar el combat afegint-se com un nou element tant en batalles com en missions.
Arc III continua sent un joc de rol desenvolupat i en alguns aspectes de la presentació són millors que els seus predecessors, destacant les escenes de la sèrie i els clips de veu.